# Kukufeldia
Kukufeldia – rodzaj ornitopoda z grupy iguanodontów (Iguanodontia) żyjącego we wczesnej kredzie na obecnych terenach Europy. Został opisany w 2010 roku przez Andrew McDonalda i współpracowników w oparciu o niemal kompletną prawą kość zębową (NHMUK 28660) odkrytą w kamieniołomie w pobliżu Cuckfield, opisaną po raz pierwszy przez Gideona Mantella w 1848 roku. Z tej samej lokalizacji pochodzą zęby stanowiące materiał typowy gatunku Iguanodon anglicus. McDonald i in. przeanalizowali ponownie morfologię NHMUK 28660 i wyszczególnili jedną autapomorfię odróżniającą tę skamieniałość od innych kości zębowych iguanodontów (charakterystyczny układ otworów naczyniowych na powierzchni przedniej części kości zębowej). Autorzy uznali I. anglicus za takson niediagnostyczny, dlatego NHMUK 28660 desygnowali na holotyp nowego gatunku Kukufeldia tilgatensis. Norman (2011, 2012) uznał K. tilgatensis za prawdopodobny młodszy synonim gatunku Barilium dawsoni wskazując, że skamieniałości przypisywane obu gatunkom należą do zwierząt podobnych rozmiarów i mających zęby o podobnej budowie. Norman zauważył, że autorzy opisu K. tilgatensis stwierdzili, że różni się on od B. dawsoni w oparciu o porównania z zaliczanym przez nich właśnie do gatunku B. dawsoni okazem NHMUK R1834 z zachowaną m.in. częścią kości zębowej umożliwiającą porównania; jednak według Normana okaz NHMUK R1834 w rzeczywistości reprezentuje gatunek Hypselospinus fittoni. McDonald (2012) w dalszym ciągu zaliczał jednak NHMUK R1834 do gatunku B. dawsoni. Ponadto zdaniem Normana autapomorfia K. tilgatensis wskazana przez autorów jego opisu nie jest zbyt pomocna przy porównaniach z innymi gatunkami, bo w skamieniałościach angielskich wczesnokredowych ornitopodów rzadko zachowują się takie szczegóły anatomiczne. McDonald (2012) nie zgodził się z konkluzją Normana, wskazując, że kombinacja cech budowy zębów obecna u K. tilgatensis i B. dawsoni występuje również u innych bazalnych iguanodontów. Przeprowadzona przez niego analiza kladystyczna sugeruje, że Kukufeldia jest taksonem siostrzanym dla kladu Barilium + Hadrosauriformes.